# Sebastião Melo
Sebastião de Araújo Melo (Piracanjuba, 24 de julio de 1958) es un abogado y político brasileño. Es el actual alcalde de Porto Alegre. 
Afiliado al Movimiento Democrático Brasileño desde 1981, fue concejal de la ciudad entre el 2001 al 2012 y vicealcalde de la capital gaúcha de 2013 a 2016, durante la gestión de José Fortunati. En el 2018, fue elegido diputado estadual en Río Grande del Sur, cargo que ejerció hasta el 2021.
Graduado en derecho en la Universidad de Vale do Rio dos Sinos, Melo se postuló a al cargo de alcalde de Porto Alegre en dos ocasiones. La primera en 20126 cuando llegó a segunda vuelta pero fue derrotado por Nelson Marchezan Júnior. En el 2020, Melo nuevamente llegó a la segunda vuelta ganándole a Manuela d'Ávila.